# Непал на летних Олимпийских играх 2004
Непал принимал участие в Летних Олимпийских играх 2004 года в Афинах (Греция) в десятый раз за свою историю, но не завоевал ни одной медали. Сборную страны представляло 6 спортсменов, в том числе трое женщин.